# Rudolf Decker
Rudolf Decker (* 22. Mai 1934 in Schwäbisch Hall; † 18. Juli 2024 in Böblingen) war ein deutscher Politiker der CDU.

## Karriere
Decker gründete als Ingenieur für Baustatik 1963 ein Ingenieurbüro für Statik und Projektmanagement, das er zusammen mit seinem Bruder führte. Von 1968 bis 1992 war er Mitglied des baden-württembergischen Landtages. Als jeweils direkt gewählter Abgeordneter machte er sich unter anderem den Umweltschutz zu seiner persönlichen Aufgabe. Er war erster umweltpolitischer Sprecher seiner Fraktion im Landtag und veröffentlichte in diesem Zusammenhang sein Buch Operation Umwelt.
Er gehörte von 1968 bis 1978 dem Böblinger Gemeinderat an, von 1971 bis 1974 war er dort auch CDU-Fraktionsvorsitzender. Von 1971 bis 1989 vertrat er die CDU im Kreistag, deren Fraktionsvorsitzender er von 1971 bis 1977 war.

## Ehrenamtliche Aktivitäten in Politik und Gesellschaft
Als christlich orientierter Politiker war er Mitbegründer einer informellen Initiative für Grundwerte und Völkerverständigung. Eine ähnliche Initiative gab es unmittelbar nach dem Zweiten Weltkrieg unter der Leitung des früheren Bundestagsabgeordneten Gustav-Adolf Gedat. Diese überparteiliche und interreligiöse Initiative steht jedermann offen und gründet sich in der Bundesrepublik Deutschland auf die „Verantwortung vor Gott und den Menschen“, von der im ersten Satz der Präambel des deutschen Grundgesetzes die Rede ist.
Dieser nicht-formale Zusammenschluss kann als Netzwerk weltweiter Kontakte bezeichnet werden. Decker war in diesem Zusammenhang vor allem zur Förderung der Völkerverständigung in Europa, Afrika und Asien aktiv. Zu seinen Gesprächspartnern zählten zum Beispiel zahlreiche amtierende und frühere europäische und afrikanische Präsidenten, Regierungs- und Parlamentsangehörige. Zu diesen gehörten auch die früheren Präsidenten Burundis, Kenias, Ruandas, Somalias (Siad Barre) des Sudan, Äthiopiens, der Demokratischen Republik Kongo und Tansanias.
Decker berichtete über einige seiner in Afrika gemachten Erfahrungen in zwei Büchern. In diesem Land war er in Abstimmung mit dem Auswärtigen Amt mit Parlamentariern unterwegs und organisierte in jeder Sitzungswoche in Berlin in der parlamentarischen Gesellschaft einen Gesprächskreis. Er war 1984 Mitbegründer und bis 2017 Vorsitzender der „Vereinigung für Grundwerte und Völkerverständigung e. V.“ sowie von 2005 bis 2017 Vorstandsvorsitzender der 1996 von dieser Vereinigung gegründeten „Stiftung für Grundwerte und Völkerverständigung“.
Decker gründete 1979 zusammen mit dem Verleger Friedrich Hänssler und dem CDU-Politiker Horst Waffenschmidt die Initiative Gebetsfrühstück, die sich inzwischen nach amerikanischen Vorbild im Deutschen Bundestag und in etlichen Landtagen etabliert hat. Bis Ende 2017 hatte er die Leitung der Treffen inne, die er danach an Tilo Braune übergab.

## Auszeichnungen
- 1978 wurde Decker das Verdienstkreuz 1. Klasse verliehen[8][9] 1985 das Große.
- 1995 erhielt er die Verdienstmedaille des Landes Baden-Württemberg.[9]
- 2022 nahm er den Hoffnungsträger-Preis für sein Lebenswerk und den Einsatz für Versöhnung und die Organisation des Gebetsfrühstücks entgegen.[10]

## Privates
Decker war mit seiner Frau Gretel verheiratet, die 2011 verstarb. Mit Wiltrud war er in zweiter Ehe verheiratet und wohnte zuletzt in Böblingen.

## Schriften
- Operation Umwelt. Ideen zur Bewältigung einer Krise, Hänssler Verlag, Neuhausen-Stuttgart 1988, ISBN 3-7751-1264-2.
- Ruanda. Tod und Hoffnung im Land der Tausend Hügel. Begegnungen und Eindrücke, Neuauflage. Hänssler, Neuhausen-Stuttgart 1997, ISBN 3-7751-2709-7.
- Im innersten Afrika, Hänssler, Neuhausen-Stuttgart 1998, ISBN 3-7751-2959-6.
- Europa und Afrika. Von der Krise zu einer gemeinsamen Zukunft der Nachbarkontinente, Verlag Herder, Freiburg 2017, ISBN 978-3-451-37779-2.